# Castagnède (Pyrénées-Atlantiques)
Castagnède ist eine französische Gemeinde mit 200 Einwohnern (Stand 1. Januar 2022) im Département Pyrénées-Atlantiques in der Region Nouvelle-Aquitaine (vor 2016: Aquitanien). Die Gemeinde gehört zum Arrondissement Oloron-Sainte-Marie (bis 2016: Arrondissement Pau) und zum Kanton Orthez et Terres des Gaves et du Sel (bis 2015: Kanton Salies-de-Béarn).
Der Name in der gascognischen Sprache lautet Castanheda.

## Geographie
Castagnède liegt circa 50 Kilometer nordwestlich von Oloron-Sainte-Marie in der historischen Provinz Béarn am nördlichen Rand des Départements.
Umgeben wird der Ort von den Nachbargemeinden:
| Auterrive | Carresse-Cassaber                           |                 |
| Escos     | Kompassrose, die auf Nachbargemeinden zeigt | Salies-de-Béarn |
|           | Oraàs                                       |                 |

Castagnède liegt im Einzugsgebiet des Flusses Adour und liegt am rechten Ufer des Gave d’Oloron, einem Nebenfluss des Gave de Pau. 
Ein Zufluss des Gave, der Ruisseau des Augas, durchströmt mit seinem Nebenfluss, dem Ruisseau de Castérès, das Gebiet der Gemeinde.
Ein Zufluss des Saleys, der Ruisseau de Montségur, durchquert ebenfalls das Gemeindegebiet.

## Geschichte
Das Zentrum der Gemeinde liegt am Fuß des Hügels Pène de Mur, der mit seiner Höhe von 142 m markant aus dem Gavetal aufragt. Auf einer Fläche von sechs Hektar befand sich auf seinem Gipfel ein Lager aus der Urgeschichte.
Eine Legende erzählt, dass sich nach Gallien vorgestoßene muslimischen Araber im 8. Jahrhundert nach ihrer Niederlage in der Schlacht von Tours und Poitiers auf dem Pène de Mur niedergelassen hätten. Gesichert ist, dass das Dorf Mur sich auf dem Hügel auf der Basis eines befestigten Lagers aus römischer Zeit mit Wällen und Gräben entwickelte. Im Mittelalter befanden sich zwei Kirchen, ein Notar, eine Gruppe Cagots und eine Grundherrschaft auf dem Hügel. Cagots bildeten eine Personengruppe, die vom 13. bis weit ins 19. Jahrhundert hinein in Spanien und Frankreich diskriminiert und weitgehend vom gesellschaftlichen Leben ausgeschlossen waren. Castagnède gewann in der Folgezeit immer mehr an Bedeutung, und das Dorf Mur wurde nach und nach verlassen.
Die Familie de Membrède sorgte mit ihrem Namen für eine erstmalige Erwähnung des Ortes im 10. Jahrhundert. Eine weitere Legende besagt, dass Auger de Membrède 1099 im Ersten Kreuzzug als erster Kreuzritter in das belagerte Jerusalem eingedrungen sei.
Weitere Erwähnungen und Toponyme waren in der Folge 
- Castaneta (12. Jahrhundert, Kopialbuch der Abtei Saint-Jean de Sorde),
- Castaeda (13. Jahrhundert, fors de Béarn, Manuskript des 14. Jahrhunderts),
- Castayhede (gegen 1360, Urkunden von Came),
- Castanhede (1385, Volkszählung im Béarn),
- Sent Johan de Castanhede (1442, Notare aus Labastide-Villefranche),
- Castanhade (1538, Reformation des Béarn),
- Castaignede (1582, Veräußerung des Bistums Dax) und
- Castaede (1614, Manuskriptsammlung des Béarn).[5]

Paul Raymond, Archivar und Historiker des 19. Jahrhunderts, notierte die Erfassung von 51 Haushalten in der Volkszählung 1385 und die Zugehörigkeit des Dorfes zur Bailliage von Mur und Labastide-Villefranche.
Der heutige Ortsteil Membrède war ein Lehen, das Vasall vom Vicomte von Béarn war und in der Bailliage von Mur lag. Von dort gab es im 16. Jahrhundert eine Fähre über den Gave d’Oloron num Nachbarort Escos.
Auf der Karte von Cassini 1750 ist Castagnède als Castagnede eingetragen, Mur ist als Ruine zu erkennen. Während der Französischen Revolution 1793 wird Castagnède auch als Castagnede, geführt, acht Jahre später während des Französischen Konsulats neben Castagnede auch mit der heutigen Namensform verwaltet.

### Einwohnerentwicklung
Nach einem vorläufigen Höchststand von 540 Einwohnern in der Zählung von 1841 ist die Zahl bei kurzen Phasen der Stabilisierung (besonders markant in den 1880er Jahren) bis zu den 1980er Jahren um insgesamt fast zwei Drittel auf unter 200 Einwohner zurückgegangen. Seitdem ist eine Stabilisierung auf diesem Niveau zu verzeichnen.
| Jahr      | 1962 | 1968 | 1975 | 1982 | 1990 | 1999 | 2006 | 2009 | 2022 |
| --------- | ---- | ---- | ---- | ---- | ---- | ---- | ---- | ---- | ---- |
| Einwohner | 213  | 200  | 194  | 192  | 212  | 211  | 199  | 195  | 200  |

## Sehenswürdigkeiten

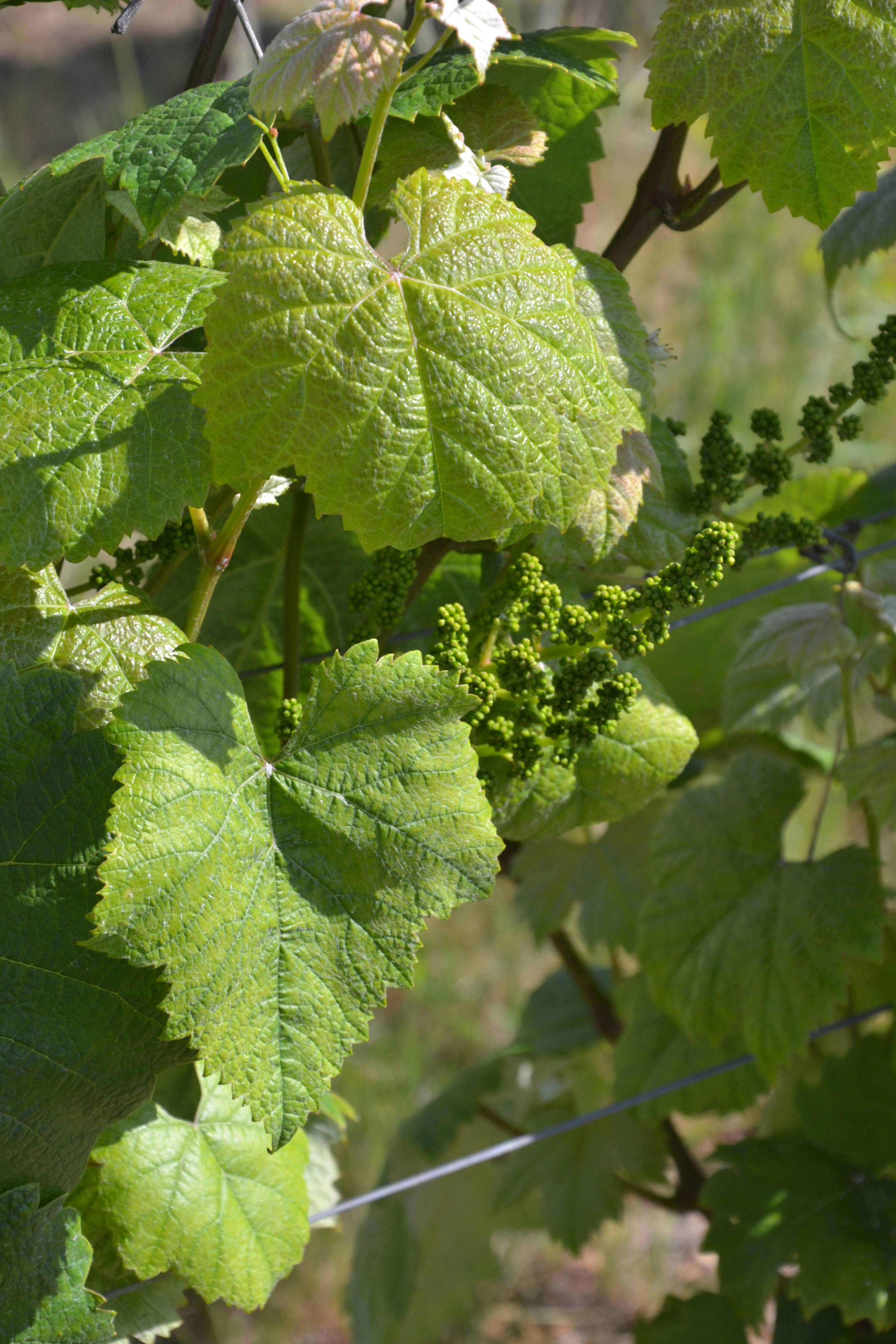
Rebstock auf einem Weinberg des AOC Béarn

- Ortskirche, gewidmet Johannes dem Täufer. Bei Betrachtung der Architektur des Gebäudes sind Elemente der Romanik zu erkennen. Die Wände des Seitenschiffs, des oberen Teils des Langhauses und der Apsis sind mit Kieselsteinen in einem für das 12. Jahrhundert charakteristischen, unregelmäßigen Mauerwerksverband gebaut, was auf eine Errichtung im Mittelalter schließen lässt. Im Laufe der Jahrhunderte erfuhr die Kirche mehrere Umbauten. Eine der bedeutendsten war 1862 der Bau des Glockenturms als Eingangsvorbau.[9]

- Wassermühlen. Es befinden sich noch zwei Wassermühlen auf dem Gebiet der Gemeinde. Die Mühle von Verger gilt als die älteste und ist im 17. Jahrhundert erbaut worden. Sie nutzt die Wasserkraft des Ruisseau des Augas, der einen Höhenunterschied von 123 Meter bis zur Mühle durchläuft.[10]

## Wirtschaft und Infrastruktur
Die Wirtschaft der Gemeinde wird in erster Linie durch die Landwirtschaft bestimmt. Castagnède liegt in den Zonen AOC des Weinbaugebiets Béarn, des Ossau-Iraty, ein traditionell hergestellter Schnittkäse aus Schafmilch, sowie der Schweinerasse und des Schinkens „Kintoa“.

### Verkehr
Die Gemeinde wird durchquert von der Route départementale 27.